# Lista över fornlämningar i Uppsala kommun (Läby)
Lista över fornlämningar i Uppsala kommun (Läby) är en förteckning av ett urval av de fornlämningar som finns i Läby i Uppsala kommun.
| Namn                                  | Lämningstyp                 | Tillkomsttid | Historisk indelning | Plats | Läge                 | ID-nr          | Bild                                 |
| ------------------------------------- | --------------------------- | ------------ | ------------------- | ----- | -------------------- | -------------- | ------------------------------------ |
| Läby 2:1                              | Gravfält                    |              | Läby, Uppland       |       | 59.843797, 17.554103 | 10025700020001 | Ladda upp en bild av detta fornminne |
| Läby 3:1                              | Gravfält                    |              | Läby, Uppland       |       | 59.843468, 17.552722 | 10025700030001 | Ladda upp en bild av detta fornminne |
| Läby 8:1                              | Gravfält                    |              | Läby, Uppland       |       | 59.841376, 17.553454 | 10025700080001 | Ladda upp en bild av detta fornminne |
| U 902 (Läby 8:2)                      | Runristning                 |              | Läby, Uppland       |       | 59.841089, 17.554548 | 10025700080002 | Ladda upp en bild av detta fornminne |
| Läby 11:1                             | Stensättning                |              | Läby, Uppland       |       | 59.845070, 17.547898 | 10025700110001 | Ladda upp en bild av detta fornminne |
| Va(d)backahögen, Läby vad (Läby 18:1) | Hög                         |              | Läby, Uppland       |       | 59.843803, 17.529717 | 10025700180001 | Ladda upp en bild av detta fornminne |
| U 904 (Läby 20:1)                     | Runristning                 |              | Läby, Uppland       |       | 59.844499, 17.519452 | 10025700200001 | Ladda upp en bild av detta fornminne |
| Läby 24:1                             | Gravfält                    |              | Läby, Uppland       |       | 59.841367, 17.493667 | 10025700240001 | Ladda upp en bild av detta fornminne |
| Läby 25:1                             | Grav markerad av sten/block |              | Läby, Uppland       |       | 59.843315, 17.493227 | 10025700250001 | Ladda upp en bild av detta fornminne |
| Läby 25:2                             | Hög                         |              | Läby, Uppland       |       | 59.843401, 17.493056 | 10025700250002 | Ladda upp en bild av detta fornminne |
| Läby 26:1                             | Stensättning                |              | Läby, Uppland       |       | 59.842209, 17.495392 | 10025700260001 | Ladda upp en bild av detta fornminne |
| Läby 26:2                             | Stensättning                |              | Läby, Uppland       |       | 59.842094, 17.495573 | 10025700260002 | Ladda upp en bild av detta fornminne |
| Läby 29:1                             | Röse                        |              | Läby, Uppland       |       | 59.843918, 17.506100 | 10025700290001 | Ladda upp en bild av detta fornminne |
| U 903 (Läby 30:1)                     | Runristning                 |              | Läby, Uppland       |       | 59.847994, 17.514813 | 10025700300001 | Ladda upp en bild av detta fornminne |
| Läby 34:1                             | Stensättning                |              | Läby, Uppland       |       | 59.857615, 17.506676 | 10025700340001 | Ladda upp en bild av detta fornminne |
| Läby 36:1                             | Stensättning                |              | Läby, Uppland       |       | 59.852113, 17.520341 | 10025700360001 | Ladda upp en bild av detta fornminne |
| Läby 37:1                             | Stensättning                |              | Läby, Uppland       |       | 59.852160, 17.522055 | 10025700370001 | Ladda upp en bild av detta fornminne |
| Läby 38:1                             | Stensättning                |              | Läby, Uppland       |       | 59.851143, 17.518684 | 10025700380001 | Ladda upp en bild av detta fornminne |
| Läby 38:3                             | Stensättning                |              | Läby, Uppland       |       | 59.850961, 17.518894 | 10025700380003 | Ladda upp en bild av detta fornminne |
| Läby 38:4                             | Stensättning                |              | Läby, Uppland       |       | 59.850888, 17.518764 | 10025700380004 | Ladda upp en bild av detta fornminne |
| Läby 39:1                             | Stensättning                |              | Läby, Uppland       |       | 59.851073, 17.515937 | 10025700390001 | Ladda upp en bild av detta fornminne |
| Läby 40:1                             | Stensättning                |              | Läby, Uppland       |       | 59.852687, 17.520308 | 10025700400001 | Ladda upp en bild av detta fornminne |
| Läby 41:1                             | Stensättning                |              | Läby, Uppland       |       | 59.853121, 17.519050 | 10025700410001 | Ladda upp en bild av detta fornminne |
| Läby 44:1                             | Stensättning                |              | Läby, Uppland       |       | 59.853235, 17.523492 | 10025700440001 | Ladda upp en bild av detta fornminne |
| Läby 46:1                             | Stensättning                |              | Läby, Uppland       |       | 59.854234, 17.524790 | 10025700460001 | Ladda upp en bild av detta fornminne |
| Läby 50:3                             | Stensättning                |              | Läby, Uppland       |       | 59.850047, 17.539595 | 10025700500003 | Ladda upp en bild av detta fornminne |
| Läby 53:1                             | Gravfält                    |              | Läby, Uppland       |       | 59.850905, 17.533606 | 10025700530001 | Ladda upp en bild av detta fornminne |
| Läby 55:1                             | Stensättning                |              | Läby, Uppland       |       | 59.850843, 17.536069 | 10025700550001 | Ladda upp en bild av detta fornminne |
| Läby 56:2                             | Hällristning                |              | Läby, Uppland       |       | 59.851796, 17.534965 | 10025700560002 | Ladda upp en bild av detta fornminne |
| Läby 59:2                             | Stensättning                |              | Läby, Uppland       |       | 59.847740, 17.549595 | 10025700590002 | Ladda upp en bild av detta fornminne |
| Läby 60:1                             | Stensättning                |              | Läby, Uppland       |       | 59.846174, 17.548082 | 10025700600001 | Ladda upp en bild av detta fornminne |
| Läby 62:1                             | Stensättning                |              | Läby, Uppland       |       | 59.841980, 17.496910 | 10025700620001 | Ladda upp en bild av detta fornminne |
| Läby 62:2                             | Stensättning                |              | Läby, Uppland       |       | 59.842197, 17.496973 | 10025700620002 | Ladda upp en bild av detta fornminne |
| Läby 65:1                             | Gravfält                    |              | Läby, Uppland       |       | 59.841384, 17.494771 | 10025700650001 | Ladda upp en bild av detta fornminne |
| Läby 66:1                             | Stensättning                |              | Läby, Uppland       |       | 59.855566, 17.505978 | 10025700660001 | Ladda upp en bild av detta fornminne |
| Läby 66:2                             | Stensättning                |              | Läby, Uppland       |       | 59.855582, 17.505768 | 10025700660002 | Ladda upp en bild av detta fornminne |
| Läby 73:1                             | Stensättning                |              | Läby, Uppland       |       | 59.837002, 17.485870 | 10025700730001 | Ladda upp en bild av detta fornminne |
| Läby 73:2                             | Stensättning                |              | Läby, Uppland       |       | 59.836893, 17.485866 | 10025700730002 | Ladda upp en bild av detta fornminne |
| Läby 74:1                             | Stensättning                |              | Läby, Uppland       |       | 59.837546, 17.486782 | 10025700740001 | Ladda upp en bild av detta fornminne |
| Läby 77:1                             | Stensättning                |              | Läby, Uppland       |       | 59.837019, 17.495650 | 10025700770001 | Ladda upp en bild av detta fornminne |
| Läby 78:1                             | Hällristning                |              | Läby, Uppland       |       | 59.835487, 17.496423 | 10025700780001 | Ladda upp en bild av detta fornminne |
| Läby 79:1                             | Stensättning                |              | Läby, Uppland       |       | 59.841132, 17.507617 | 10025700790001 | Ladda upp en bild av detta fornminne |
| Läby 80:1                             | Stensättning                |              | Läby, Uppland       |       | 59.841419, 17.505536 | 10025700800001 | Ladda upp en bild av detta fornminne |
| Läby 81:1                             | Stensättning                |              | Läby, Uppland       |       | 59.840245, 17.502636 | 10025700810001 | Ladda upp en bild av detta fornminne |
| Läby 82:1                             | Stensättning                |              | Läby, Uppland       |       | 59.834381, 17.504310 | 10025700820001 | Ladda upp en bild av detta fornminne |
| Läby 83:1                             | Stensättning                |              | Läby, Uppland       |       | 59.833605, 17.507751 | 10025700830001 | Ladda upp en bild av detta fornminne |
| Läby 84:1                             | Hällristning                |              | Läby, Uppland       |       | 59.834442, 17.499524 | 10025700840001 | Ladda upp en bild av detta fornminne |
| Läby 93:1                             | Grav markerad av sten/block |              | Läby, Uppland       |       | 59.851668, 17.533096 | 10025700930001 | Ladda upp en bild av detta fornminne |
| Läby 94:1                             | Stensättning                |              | Läby, Uppland       |       | 59.853425, 17.539959 | 10025700940001 | Ladda upp en bild av detta fornminne |
| Läby 94:3                             | Stensättning                |              | Läby, Uppland       |       | 59.853151, 17.540185 | 10025700940003 | Ladda upp en bild av detta fornminne |
| Läby 99:1                             | Hällristning                |              | Läby, Uppland       |       | 59.842851, 17.555407 | 10025700990001 | Ladda upp en bild av detta fornminne |
| Läby 114                              | Stensättning                |              | Läby, Uppland       |       | 59.848441, 17.549195 | 12000000003040 | Ladda upp en bild av detta fornminne |